# تئاتر وست اند

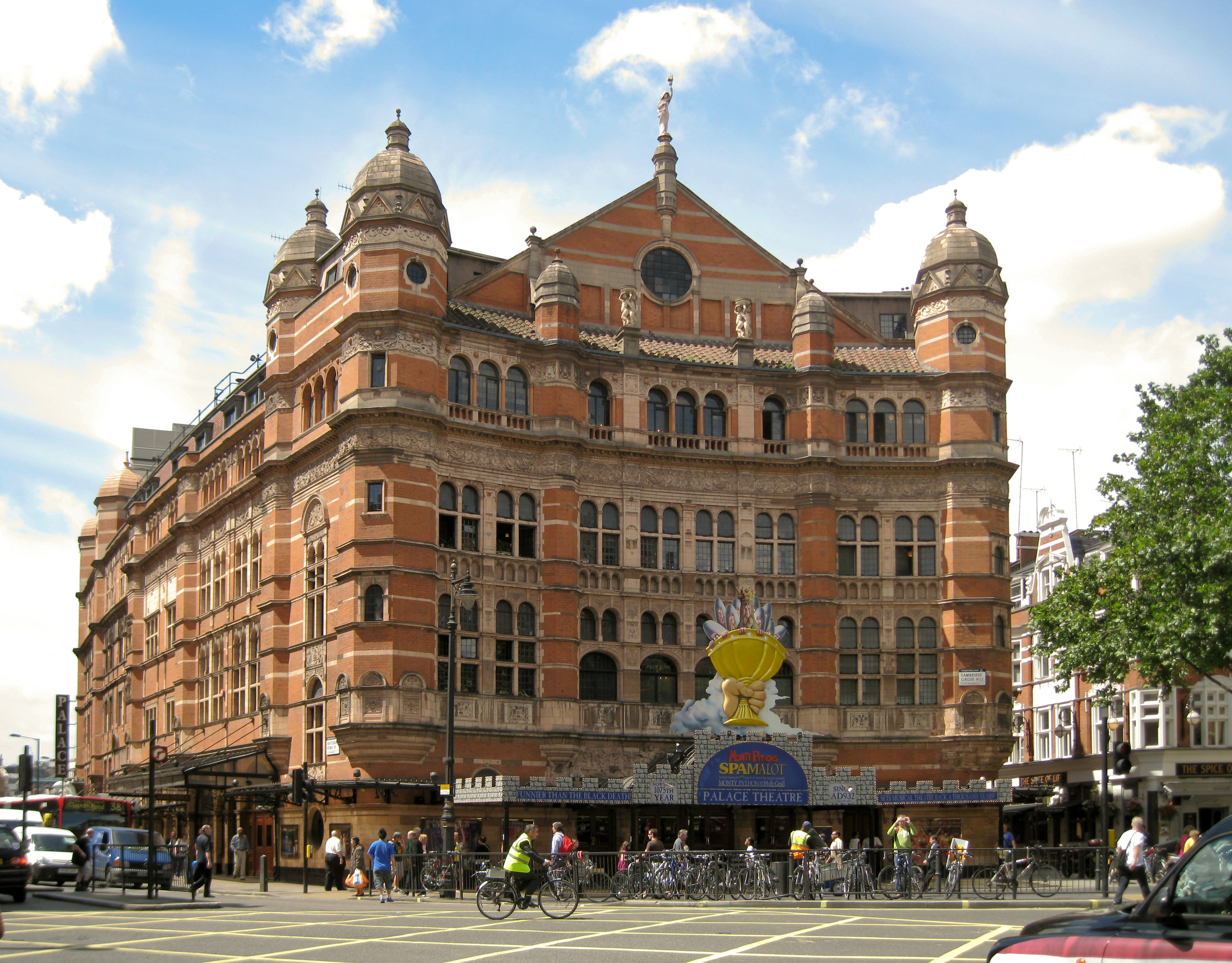
تئاتر پالاس، لندن - ساخت در ۱۸۹۱

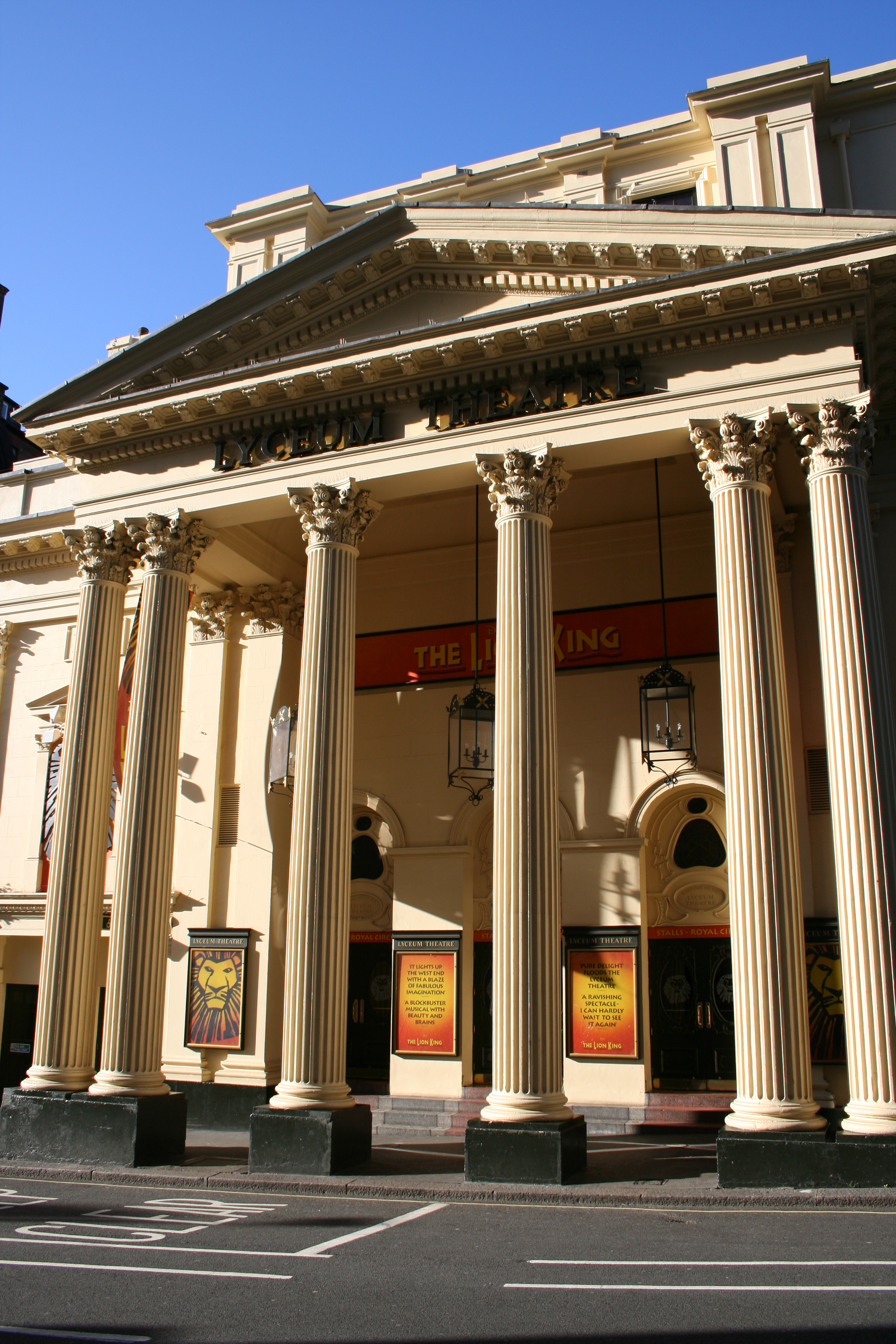
تئاتر لایسیوم - ساخت در ۱۸۳۴

تئاتر وست اند (انگلیسی: West End theatre) یک اصطلاح عمومی برای تئاترهای حرفه‌ای فعال در نزدیکی منطقه وست اند لندن است.
این تئاتر به همراه تئاتر برادوی در ایالات متحده آمریکا در بالاترین سطح تئاتر تجاری در کشورهای انگلیسی‌زبان به فعالیت می‌پردازند و باعث جذب گردشگران بسیاری شده‌اند. در سال ۲۰۱۳ میلادی رکورد فروش ۱۴٫۴ میلیون بلیط تئاتر در وست اند لندن ثبت شده است.
منطقه تئاترلند که منطقه اصلی قرارگیری سالن‌های نمایش تئاتر است از جنوب به استرند از شمال به خیابان آکسفورد، از غرب به خیابان ریجنت و از شرق به کینگزوی محدود می‌شود اما سالن‌های دیگری همچون تئاتر آپولو ویکتوریا در خارج از این منطقه قرار دارند.

## فهرست تئاترهای وست لند
| تئاترها                | آدرس                 | ظرفیت | مالک/مدیر                     | تاریخ افتتاح      | تاریخ بسته شدن |
| ---------------------- | -------------------- | ----- | ----------------------------- | ----------------- | -------------- |
| تئاتر آدلفی            | Strand               | ۱۴۳۶  | Really Useful Theatres        | 1۵ سپتامبر ۲۰۱۵   | Open-ended     |
| تئاتر آلدویچ           | Aldwych              | ۱۱۷۶  | سازمان نیدرلاندر              | 2۴ فوریه ۲۰۱۵     | Open-ended     |
| تئاتر امباسادورز       | West Street          | ۴۵۰   | Stephen Waley-Cohen           | ۴ اکتبر ۲۰۰۷      | Open-ended     |
| تئاتر آپولو لندن       | Shaftesbury Avenue   | ۶۵۸   | تئاترهای نیماکس               | 1۴ فوریه ۲۰۱۷     | 2۹ آوریل ۲۰۱۷  |
| تئاتر آپولو ویکتوریا   | Wilton Road          | ۲۳۸۴  | گروه تئاترهای امباسادور       | 2۷ سپتامبر ۲۰۰۶   | Open-ended     |
| تئاتر آرتز             | Great Newport Street | ۳۵۰   | JJ Goodman Ltd.               | 27 March 2017*    | 1۳ مه ۲۰۱۷     |
| تئاتر کمبریج           | Earlham Street       | ۱۲۸۳  | Really Useful Theatres        | 2۴ نوامبر ۲۰۱۱    | Open-ended     |
| تئاتر کرایتورین        | Jermyn Street        | ۵۹۱   | Criterion Theatre Trust       | 2۱ آوریل ۲۰۱۶     | Open-ended     |
| تئاتر دومینیون         | Tottenham Court Road | ۲۰۰۱  | سازمان نیدرلاندر              | 2۱ مارس ۲۰۱۷      | Open-ended     |
| تئاتر داچس             | Catherine Street     | ۴۹۴   | تئاترهای نیماکس               | 1۴ سپتامبر ۲۰۱۴   | Open-ended     |
| تئاتر دوک یورک         | St. Martin's Lane    | ۶۵۰   | گروه تئاترهای امباسادور       | ۲ فوریه ۲۰۱۷      | 2۹ آوریل ۲۰۱۷  |
| تئاتر فورچون           | Russell Street       | ۴۴۰   | گروه تئاترهای امباسادور       | ۷ ژوئن ۱۹۸۹       | Open-ended     |
| تئاتر گریک             | Charing Cross Road   | ۷۱۸   | تئاترهای نیماکس               | 1۳ مارس ۲۰۱۷      | ۳ ژوئن ۲۰۱۷    |
| تئاتر گیلگود           | Shaftesbury Avenue   | ۸۸۹   | تئاترهای دلفونت مکینتاش       | ۸ ژوئیه ۲۰۱۴      | ۳ ژوئن ۲۰۱۷    |
| تئاتر هارولد پینتر     | Panton Street        | ۷۹۶   | گروه تئاترهای امباسادور       | ۹ مارس ۲۰۱۷       | 2۷ مه ۲۰۱۷     |
| تئاتر هر مجستی         | Haymarket            | ۱۱۶۱  | Really Useful Theatres        | ۹ اکتبر ۱۹۸۶      | Open-ended     |
| پالادیوم لندن          | Argyll Street        | ۲۲۸۶  | Really Useful Theatres        | 29 June 2017*     | ۹ سپتامبر ۲۰۱۷ |
| تئاتر لوکئوم           | Wellington Street    | ۲۱۰۰  | گروه تئاترهای امباسادور       | 1۹ اکتبر ۱۹۹۹     | Open-ended     |
| تئاتر لیریک            | Shaftesbury Avenue   | ۹۱۵   | تئاترهای نیماکس               | 2۱ ژانویه ۲۰۰۹    | Open-ended     |
| تئاتر نیو لندن         | Drury Lane           | ۱۱۰۸  | Really Useful Theatres        | 1۴ نوامبر ۲۰۱۶    | Open-ended     |
| تئاتر نوئل کاوارد      | St. Martin's Lane    | ۸۷۲   | تئاترهای دلفونت مکینتاش       | 1۷ نوامبر ۲۰۱۶    | Open-ended     |
| تئاتر نوولو            | Aldwych              | ۱۱۴۳  | تئاترهای دلفونت مکینتاش       | ۶ سپتامبر ۲۰۱۲    | Open-ended     |
| تئاتر پالاس            | Shaftesbury Avenue   | ۱۴۰۰  | تئاترهای نیماکس               | 3۰ ژوئیه ۲۰۱۶     | Open-ended     |
| تئاتر فینیکس           | Charing Cross Road   | ۱۰۰۰  | گروه تئاترهای امباسادور       | 2۱ فوریه ۲۰۱۷     | Open-ended     |
| تئاتر پیکدیلی          | Denman Street        | ۱۲۰۰  | گروه تئاترهای امباسادور       | 1۵ مارس ۲۰۱۴      | 2۶ مارس ۲۰۱۷   |
| تئاتر پلی‌هاوس          | Craven Street        | ۷۸۶   | گروه تئاترهای امباسادور       | 1۰ نوامبر ۲۰۱۶    | 2۵ مارس ۲۰۱۷   |
| تئاتر پرنس ادوارد      | Old Compton Street   | ۱۶۱۸  | تئاترهای دلفونت مکینتاش       | 1۵ ژوئن ۲۰۱۶      | Open-ended     |
| تئاتر پرنس ولز         | Coventry Street      | ۱۱۶۰  | تئاترهای دلفونت مکینتاش       | ۲۱ مارس ۲۰۱۳      | Open-ended     |
| تئاتر کویینز           | Shaftesbury Avenue   | ۱۰۹۹  | تئاترهای دلفونت مکینتاش       | 1۲ آوریل ۲۰۰۴     | Open-ended     |
| تئاتر ساووی            | Strand               | ۱۱۵۸  | گروه تئاترهای امباسادور       | 1۴ دسامبر ۲۰۱۶    | Open-ended     |
| تئاتر شافتسبوری        | Shaftesbury Avenue   | ۱۴۰۰  | The Theatre of Comedy Company | ۸ مارس ۲۰۱۶       | Open-ended     |
| تئاتر سنت مارتین       | West Street          | ۵۵۰   | Stephen Waley-Cohen           | 2۵ مارس ۱۹۷۴      | Open-ended     |
| تئاتر رویال، دروری لین | Catherine Street     | ۲۱۹۶  | Really Useful Theatres        | 4 April 2017*     | Open-ended     |
| تئاتر هیمارکت          | Haymarket            | ۸۸۸   | Crown Estate                  | 5 April 2017*     | 2۴ ژوئن ۲۰۱۷   |
| استودیوهای ترافالگار   | Whitehall            | ۳۸۰   | گروه تئاترهای امباسادور       | 20 April 2017*    | 2۲ ژوئیه ۲۰۱۷  |
| تئاتر وودویل           | Strand               | ۶۸۱   | تئاترهای نیماکس               | ۱۴ مارس ۲۰۱۷      | ۱۷ ژوئن ۲۰۱۷   |
| تئاتر ویکتوریا پالاس   | Victoria Street      | ۱۵۱۷  | تئاترهای دلفونت مکینتاش       | December 7, 2017* | Open-ended     |
| تئاتر ویندهام          | St. Martin's Court   | ۷۵۰   | تئاترهای دلفونت مکینتاش       | 28 March 2017*    | 1۰ ژوئن ۲۰۱۷   |